# Черниця (Карконоський повіт)
Черниця (пол. Czernica) — село в Польщі, у гміні Єжув-Судецький Карконоського повіту Нижньосілезького воєводства.
Населення — 740 осіб (2011).
У 1975-1998 роках село належало до Єленьогурського воєводства.

## Демографія
Демографічна структура станом на 31 березня 2011 року:
|          | Загалом | Допрацездатний вік | Працездатний вік | Постпрацездатний вік |
| -------- | ------- | ------------------ | ---------------- | -------------------- |
| Чоловіки | 376     | 85                 | 270              | 21                   |
| Жінки    | 364     | 82                 | 206              | 76                   |
| Разом    | 740     | 167                | 476              | 97                   |